# Phenacogaster simulatus
Phenacogaster simulatus är en fiskart som beskrevs av De Lucena och Luiz R. Malabarba 2010. Phenacogaster simulatus ingår i släktet Phenacogaster och familjen Characidae. Inga underarter finns listade i Catalogue of Life.